# Koenigia binsarii
Koenigia binsarii är en slideväxtart som först beskrevs av Silas & R.D. Gaur, och fick sitt nu gällande namn av R.D. Gaur. Koenigia binsarii ingår i släktet dvärgsyror, och familjen slideväxter. Inga underarter finns listade i Catalogue of Life.